# Bartramia gracillima
Bartramia gracillima là một loài rêu trong họ Bartramiaceae. Loài này được Ångström Hampe mô tả khoa học đầu tiên năm 1878.